# Krakowska Linia Muzealna

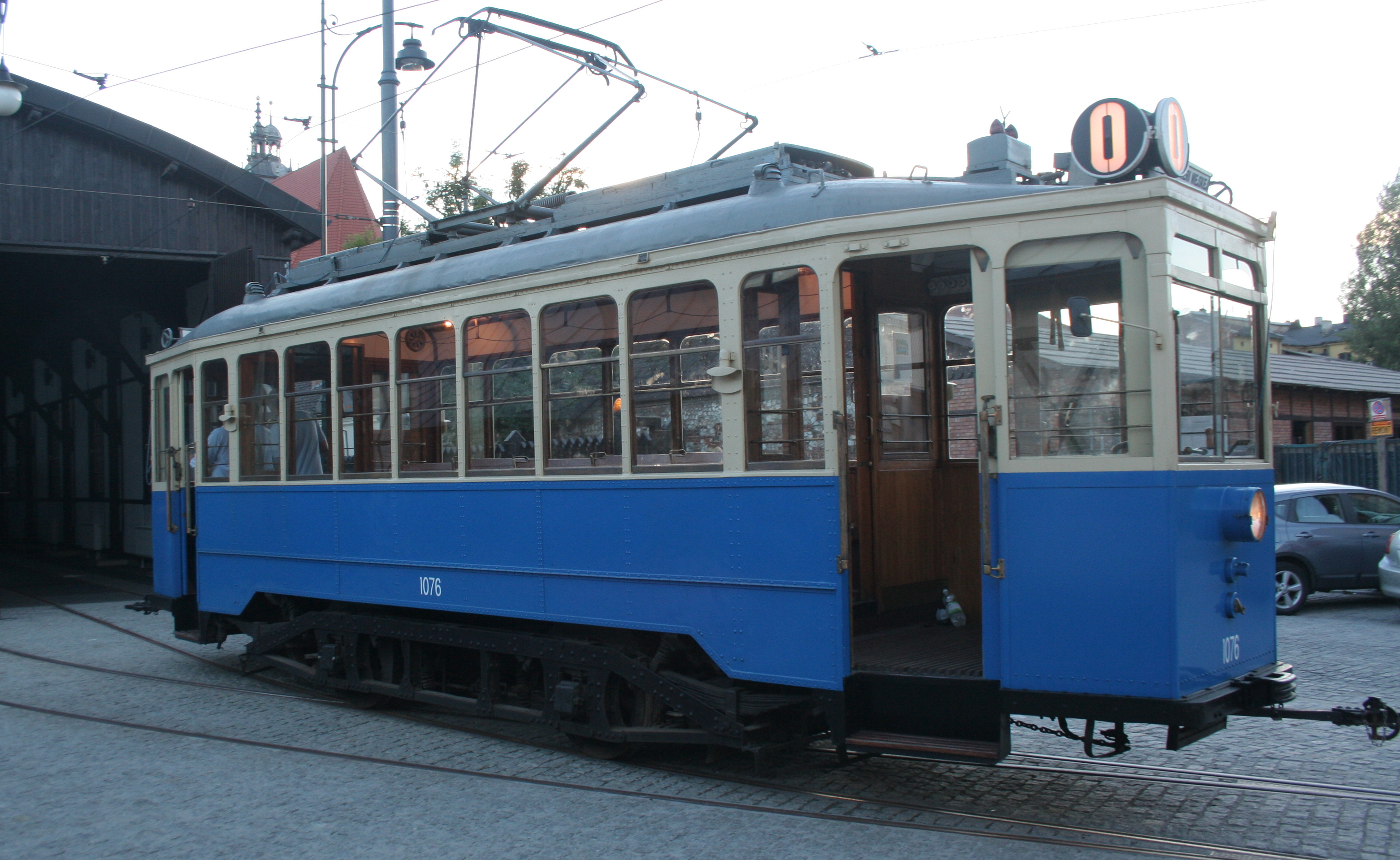
Wagon LH (nr 1076) kursujący na Krakowskiej Linii Muzealnej 8 sierpnia 2010.

Krakowska Linia Muzealna — specjalna linia tramwajowa uruchamiana w Krakowie w okresie wakacji obsługiwana zabytkowym taborem tramwajowym. Organizowana jest przez Krakowski Klub Modelarzy Kolejowych, a jej współorganizatorami są Miejskie Przedsiębiorstwo Komunikacyjne S.A. i Zarząd Infrastruktury Komunalnej i Transportu w Krakowie. Linię obsługują pracownicy MPK oraz wolontariusze klubu. Linia kursuje we wszystkie niedziele i święta w okresie od czerwca do września. Okazjonalnie kursuje w innych terminach, a w niektóre dni uruchamiane są także zabytkowe autobusy.

## Historia
Pierwsza edycja Krakowskiej Linii Muzealnej odbyła się w roku 2003 i polegała na skierowaniu zabytkowych tramwajów do obsługi linii 2. W ciągu lat zmieniały się linie na których kursowały zabytkowe tramwaje. Od roku 2007 powstała osobna linia o numerze 0. Wydzielenie osobnej linii pozwoliło wypuszczanie na trasę także pojazdów o mniejszej pojemności, co niemożliwe było gdy pojazdy miały zastępować stale kursujące linie. Trasa linii 0 w poszczególnych latach zmieniała się w związku z prowadzonymi remontami. Co roku początek trasy znajduje się na pętli Cichy Kącik położonej w sąsiedztwie Błoń, a tramwaje przejeżdżają przez Śródmieście, Kazimierz oraz Stare Podgórze. Od 2009 roku jedna z końcówek zlokalizowana jest na ul. św. Wawrzyńca na Kazimierzu, gdzie znajduje się Muzeum Inżynierii Miejskiej z zabytkową halą zajezdni tramwajowej będącej miejscem stacjonowania zabytkowych wagonów. W 2012 roku po raz pierwszy uruchomiono również kursy wariantowe do Kopca Wandy w Nowej Hucie.

## Trasy kursowania zabytkowych tramwajów Krakowskiej Linii Muzealnej

### Lata 2003–2014 (Edycje 1–13)
| Numer linii        | Trasa (w obu kierunkach)                                  | Okres kursowania (co niedzielę)     | Pojazdy, które pojawiły się na linii | Źródło                             |
| Edycja I (2003)    | Edycja I (2003)                                           | Edycja I (2003)                     | Edycja I (2003) | Edycja I (2003)                    |
| ------------------ | --------------------------------------------------------- | ----------------------------------- | --- | ---------------------------------- |
| 2                  | Salwator – Cmentarz Rakowicki                             | 28.06.2003 – 31.08.2003             | N+ND (nr 20+538), 102N (nr 203) | [ 2 ] [ 3 ]                        |
| Edycja II (2004)   |                                                           |                                     | |                                    |
| 2                  | Salwator – Cmentarz Rakowicki                             | 27.06.2004 – 29.08.2004             | N+ND (nr 20+538), T4+B4 (nr 127+527) | [ 4 ] [ 5 ]                        |
| Edycja III (2005)  |                                                           |                                     | |                                    |
| 7                  | Krowodrza Górka – Dąbie                                   | 28.06.2005 – 28.08.2005, 15.08.2005 | N+ND (nr 20+538), 102Na (nr 210), 102N (nr 203), T4+B4 (nr 127+527)                                                                                  | [ 6 ] [ 7 ]                        |
| Edycja IV (2006)   |                                                           |                                     | |                                    |
| 18                 | Łagiewniki – Cichy Kącik                                  | 25.06.2006 – 06.08.2006, 27.08.2006 | LH (nr 1076), SN2+PN2 (nr 87+530), N+PN2 (nr 20+530), N+ND (nr 20+538), N (nr 20), 102N (nr 203), 102Na (nr 210), T4+B4 (nr 127+527), T4 (nr 220)    | [ 8 ] [ 9 ] [ 10 ]                 |
| 18                 | Cichy Kącik – Cichy Kącik                                 | 13.08.2006, 15.08.2006 20.08.2006   | LH (nr 1076), SN2+PN2 (nr 87+530), N+PN2 (nr 20+530), N+ND (nr 20+538), N (nr 20), 102N (nr 203), 102Na (nr 210), T4+B4 (nr 127+527), T4 (nr 220)    | [ 8 ] [ 9 ] [ 10 ]                 |
| Edycja V (2007)    |                                                           |                                     | |                                    |
| 0                  | Cichy Kącik – Cichy Kącik                                 | 24.06.2007 – 02.09.2007, 15.08.2007 | SN1 (nr 37), LH (nr 1076), SN2+PN2 (nr 87+530), N+ND (nr 20+538 i 26+538), N (nr 20), 102N (nr 203), 102Na (nr 210), T4+B4 (nr 127+527), T4 (nr 220) | [ 2 ] [ 11 ] [ 12 ]                |
| Edycja VI (2008)   |                                                           |                                     | |                                    |
| 0                  | Cichy Kącik – Poczta Główna – Cichy Kącik                 | 28.06.2008 – 31.08.2008, 15.08.2008 | SN1 (nr 37), LH (nr 1076), N+ND (nr 20+538), N (nr 26), SN2 (nr 87), T4 (nr 220), 102Na (nr 210)                                                     | [ 13 ] [ 14 ]                      |
| Edycja VII (2009)  |                                                           |                                     | |                                    |
| 0                  | Cichy Kącik – Muzeum Inżynierii Miejskiej                 | 28.06.2009 – 30.08.2009             | SN1 (nr 37), SN2 (nr 87), SN2+PN2 (nr 87+530), N (nr 26), N+PN2 (nr 26+524), LH (nr 1076),                                                           | [ 15 ] [ 16 ] [ 17 ] [ 18 ] [ 19 ] |
| 15                 | Cichy Kącik – Pleszów                                     | 15.08.2009, 30.08.2009              | 102N (nr 203), 102Na (nr 210) | [ 20 ] [ 18 ]                      |
| Edycja VIII (2010) |                                                           |                                     | |                                    |
| 0                  | Cichy Kącik – Cichy Kącik                                 | 04.07.2010                          | LH (nr 1076), SN2 (nr 87), SN2+PN2 (nr 87+530), N (nr 20,26), N+ND (nr 26+538), N+ND+PN2 (nr 26+538+524), 102 (nr 203)                               | [ 21 ]                             |
| 0                  | Salwator – Salwator                                       | 11.07.2010                          | LH (nr 1076), SN2 (nr 87), SN2+PN2 (nr 87+530), N (nr 20,26), N+ND (nr 26+538), N+ND+PN2 (nr 26+538+524), 102 (nr 203)                               | [ 21 ]                             |
| 0                  | Muzeum Inżynierii Miejskiej – Cichy Kącik                 | 18.07.2010 – 29.08.2010             | LH (nr 1076), SN2 (nr 87), SN2+PN2 (nr 87+530), N (nr 20,26), N+ND (nr 26+538), N+ND+PN2 (nr 26+538+524), 102 (nr 203)                               | [ 21 ]                             |
| 2                  | Cichy Kącik – Cmentarz Rakowicki                          | 29.08.2010                          | 102N (nr 203) | [ 22 ]                             |
| Edycja IX (2011)   |                                                           |                                     | |                                    |
| 0                  | Cichy Kącik – Muzeum Inżynierii Miejskiej                 | 03.07.2011 – 28.08.2011, 15.08.2011 | LH (nr 1076), SN2 (nr 87), SN2+PN2 (nr 87+530), N+ND (nr 20+538), N (nr 26), 102N (nr 203), T4 (nr 220)                                              | [ 23 ] [ 24 ]                      |
| Edycja X (2012)    |                                                           |                                     | |                                    |
| 0                  | Muzeum Inżynierii Miejskiej – Cichy Kącik                 | 01.07.2012 – 09.09.2012, 15.08.2012 | SN1+PN3 (nr 37+555), LH (nr 1076), SN2+PN2 (nr 87+530), N+ND (nr 20+511 oraz 26+538), 102N (nr 203), N+PN2 (nr 26+524)                               | [ 25 ] [ 26 ] [ 27 ]               |
| 0                  | Muzeum Inżynierii Miejskiej – Kopiec Wandy                | 01.07.2012 – 09.09.2012, 15.08.2012 | SN1+PN3 (nr 37+555), LH (nr 1076), SN2+PN2 (nr 87+530), N+ND (nr 20+511 oraz 26+538), 102N (nr 203), N+PN2 (nr 26+524)                               | [ 25 ] [ 26 ] [ 27 ]               |
| 17                 | Os. Piastów – Kopiec Wandy                                | 22.07.2012                          | 102N (nr 203) | [ 28 ]                             |
| Edycja XI (2013)   |                                                           |                                     | |                                    |
| 0                  | Muzeum Inżynierii Miejskiej – Cichy Kącik                 | 30.06.2013 – 22.09.2013             | SN1+PN3 (nr 37+555), LH (nr 1076), SN2+PN2 (nr 87+530), N+ND (nr 20+511 oraz 26+538), N+ND+ND (nr 20+511+538), 102N (nr 203), T4 (nr 220)            | [ 29 ] [ 30 ]                      |
| 0                  | Muzeum Inżynierii Miejskiej – Muzeum Inżynierii Miejskiej | 15.08.2013                          | SN1+PN3 (nr 37+555), LH (nr 1076), SN2+PN2 (nr 87+530), N+ND (nr 20+511 oraz 26+538), N+ND+ND (nr 20+511+538), 102N (nr 203), T4 (nr 220)            | [ 29 ] [ 30 ]                      |
| 0                  | Muzeum Inżynierii Miejskiej – Kopiec Wandy                | 30.06.2013 – 22.09.2013, 15.08.2013 | SN1+PN3 (nr 37+555), LH (nr 1076), SN2+PN2 (nr 87+530), N+ND (nr 20+511 oraz 26+538), N+ND+ND (nr 20+511+538), 102N (nr 203), T4 (nr 220)            | [ 29 ] [ 30 ]                      |
| 16                 | Mistrzejowice – Kopiec Wandy                              | 21.07.2013                          | 102N (nr 203), GT6 (nr 187) | [ 31 ]                             |
| Edycja XII (2014)  |                                                           |                                     | |                                    |
| 0                  | Muzeum Inżynierii Miejskiej – Cichy Kącik                 | 29.06.2014 – 21.09.2014, 15.08.2014 | SN1+PN3 (nr 37+555), LH (nr 1076), SN2+PN2 (nr 87+530), N+ND (nr 20+511 oraz 26+538), N+ND+ND (nr 20+511+538), 102N (nr 203), T4 (nr 220)            | [ 32 ] [ 33 ] [ 34 ]               |
| 0                  | Muzeum Inżynierii Miejskiej – Kopiec Wandy                | 29.06.2014 – 21.09.2014, 15.08.2014 | SN1+PN3 (nr 37+555), LH (nr 1076), SN2+PN2 (nr 87+530), N+ND (nr 20+511 oraz 26+538), N+ND+ND (nr 20+511+538), 102N (nr 203), T4 (nr 220)            | [ 32 ] [ 33 ] [ 34 ]               |
| 16                 | Mistrzejowice – Kopiec Wandy                              | 15.08.2014                          | 102N (nr 203), GT6 (nr 187), T4 (nr 220) | [ 35 ] [ 36 ]                      |
| 21                 | Os. Piastów – Pleszów                                     | 15.08.2014                          | 102N (nr 203) | [ 35 ] [ 36 ]                      |

### Lata 2015–2025 (Edycje 14–23)
| Numer linii         | Trasa (w obu kierunkach)                   | Okres kursowania (co niedzielę)                                                      | Źródło |                    |
| Edycja XIII (2015)  | Edycja XIII (2015)                         | Edycja XIII (2015)                                                                   | Edycja XIII (2015) | Edycja XIII (2015) |
| ------------------- | ------------------------------------------ | ------------------------------------------------------------------------------------ | --- | ------------------ |
| 0                   | Muzeum Inżynierii Miejskiej – Cichy Kącik  | 28.06.2015 – 05.07.2015, 19.07.2015, 02.08.2015 – 30.08.2015, 15.08.2015, 27.09.2015 | [ 37 ] [ 38 ] |                    |
| 0                   | Muzeum Inżynierii Miejskiej – Kopiec Wandy | 28.06.2015 – 05.07.2015, 19.07.2015 02.08.2015 – 30.08.2015                          | [ 37 ] [ 38 ] |                    |
| 0                   | Dajwór – Cichy Kącik                       | 12.07.2015, 26.07.2015, 06.09.2015 – 20.09.2015                                      | [ 37 ] |                    |
| 0                   | Dajwór – Kopiec Wandy                      | 12.07.2015, 26.07.2015, 06.09.2015 – 20.09.2015                                      | [ 37 ] |                    |
| Edycja XIV (2016)   |                                            |                                                                                      | |                    |
| 0                   | Muzeum Inżynierii Miejskiej – Cichy Kącik  | 19.06.2016 – 17.07.2016, 07.08.2016 – 18.09.2016, 15.08.2016                         | [ 39 ] |                    |
| 0                   | Muzeum Inżynierii Miejskiej – Kopiec Wandy | 19.06.2016 – 17.07.2016, 07.08.2016 – 18.09.2016, 15.08.2016                         | [ 39 ] |                    |
| 16                  | Mistrzejowice – Bardosa                    | 22.07.2016                                                                           | [ 40 ] |                    |
| Edycja XV (2017)    |                                            |                                                                                      | |                    |
| 0                   | Muzeum Inżynierii Miejskiej – Cichy Kącik  | 25.06.2017 – 24.09.2017, 15.08.2017                                                  | [ 41 ] [ 42 ] |                    |
| 0                   | Muzeum Inżynierii Miejskiej – Kopiec Wandy | 25.06.2017 – 09.07.2017, 10.09.2017 – 24.09.2017                                     | [ 41 ] [ 42 ] [ 43 ] |                    |
| 28                  | Kombinat – Kombinat                        | 22.07.2017                                                                           | [ 42 ] [ 44 ] |                    |
| Edycja XVI (2018)   |                                            |                                                                                      | |                    |
| 0                   | Muzeum Inżynierii Miejskiej – Cichy Kącik  | 10.06.2018 – 16.09.2018, 15.08.2018                                                  | [ 45 ] [ 46 ] [ 47 ] |                    |
| 0                   | Muzeum Inżynierii Miejskiej – Kopiec Wandy | 10.06.2018 – 24.09.2018, 15.08.2018                                                  | [ 45 ] [ 46 ] [ 47 ] |                    |
| 15                  | Cichy Kącik – Kopiec Wandy                 | 22.07.2018                                                                           | [ 48 ] |                    |
| Edycja XVII (2019)  |                                            |                                                                                      | |                    |
| 0                   | Dajwór – Cichy Kącik                       | 23.06.2019 – 22.09.2019, 15.08.2019                                                  | [ 49 ] [ 50 ] [ 51 ] [ 52 ] [ 53 ] [ 54 ]                                                                                               |                    |
| 25                  | Osiedle Piastów – Dworzec Towarowy         | 21.07.2019                                                                           | [ 50 ] |                    |
| Edycja XVII (2020)  |                                            |                                                                                      | |                    |
| 0                   | Dajwór – Cichy Kącik                       | 28.06.2020 – 20.09.2020, 15.08.2020                                                  | [ 55 ] [ 56 ] [ 57 ] [ 58 ] [ 59 ] [ 60 ] [ 61 ] [ 62 ] [ 63 ] [ 64 ] [ 65 ] [ 66 ] [ 67 ]                                              |                    |
| 0                   | Dajwór – Pleszów                           | 28.06.2020                                                                           | [ 55 ] |                    |
| 15                  | Pleszów – Cichy Kącik                      | 19.07.2020, 15.08.2020, 20.09.2020                                                   | [ 58 ] [ 62 ] [ 67 ] |                    |
| Edycja XIX (2021)   |                                            |                                                                                      | |                    |
| 0                   | Dajwór – Cichy Kącik                       | 20.06.2021 – 19.08.2021                                                              | [ 68 ] [ 69 ] [ 70 ] [ 71 ] [ 72 ] [ 73 ] [ 74 ] [ 75 ] [ 76 ] [ 77 ] [ 78 ] [ 79 ]                                                     |                    |
| 15                  | Pleszów – Cichy Kącik                      | 27.06.2021, 18.07.2021, 08.08.2021, 29.08.2021                                       | [ 69 ] [ 72 ] [ 77 ] |                    |
| Edycja XX (2022)    |                                            |                                                                                      | |                    |
| 0                   | Dajwór – Cichy Kącik                       | 05.06.2022 – 28.08.2022, 15.08.2022, 11.09.2022 – 25.09.2022                         | [ 80 ] [ 81 ] [ 82 ] [ 83 ] [ 84 ] [ 85 ] [ 86 ] [ 87 ] [ 88 ] [ 89 ] [ 90 ] [ 91 ] [ 92 ] [ 93 ] [ 94 ]                                |                    |
| 0                   | Dajwór – Dajwór                            | 04.09.2022                                                                           | [ 95 ] |                    |
| 15                  | Pleszów – Cichy Kącik                      | 26.06.2022, 24.07.2022, 15.08.2022, 25.09.2022                                       | [ 83 ] [ 87 ] [ 90 ] [ 94 ] |                    |
| Edycja XXI (2023)   |                                            |                                                                                      | |                    |
| 0                   | Dajwór – Cichy Kącik                       | 04.06.2023 – 13.08.2023, 15.08.2023, 27.08.2023 – 24.09.2023                         | [ 96 ] [ 97 ] [ 98 ] [ 99 ] [ 100 ] [ 101 ] [ 102 ] [ 103 ] [ 104 ] [ 105 ] [ 106 ] [ 107 ] [ 108 ] [ 109 ] [ 110 ] [ 111 ]             |                    |
| 0                   | Dajwór – Dajwór                            | 20.08.2023                                                                           | [ 112 ] |                    |
| 15                  | Pleszów – Cichy Kącik                      | 11.06.2023, 30.07.2023, 03.09.2023                                                   | [ 96 ] [ 97 ] [ 102 ] [ 113 ] [ 105 ] [ 109 ] [ 111 ]                                                                                   |                    |
| 23                  | Borek Fałęcki – Nowy Bieżanów P+R          | 02.07.2023, 13.08.2023                                                               | [ 96 ] [ 102 ] [ 107 ] [ 111 ] |                    |
| Edycja XXII (2024)  |                                            |                                                                                      | |                    |
| 0                   | Dajwór – Cichy Kącik                       | 09.06.2024 – 22.09.2024, 15.08.2024                                                  | [ 114 ] [ 115 ] [ 116 ] [ 117 ] [ 118 ] [ 119 ] [ 120 ] [ 121 ] [ 122 ] [ 123 ] [ 124 ] [ 125 ] [ 126 ] [ 127 ] [ 128 ] [ 129 ] [ 130 ] |                    |
| 0                   | Dajwór – Tauron Arena Kraków Wieczysta     | 18.08.2024, 08.09.2024                                                               | [ 131 ] [ 132 ] |                    |
| 7                   | Krowodrza Górka – Dąbie                    | 23.06.2024                                                                           | [ 117 ] |                    |
| 15                  | Pleszów – Cichy Kącik                      | 30.06.2024, 15.08.2024                                                               | [ 118 ] [ 125 ] |                    |
| 45                  | Krowodrza Górka – Kopiec Wandy             | 28.07.2024                                                                           | [ 122 ] |                    |
| 23                  | Borek Fałęcki – Nowy Bieżanów P+R          | 08.09.2024                                                                           | [ 129 ] |                    |
| Edycja XXIII (2025) |                                            |                                                                                      | |                    |
| 40                  | Zajezdnia Nowa Huta – Łagiewniki           | 08.06.2025                                                                           | [ 133 ] [ 134 ] |                    |
| 0                   | Dajwór – Cichy Kącik                       | 15.06.2025 – 27.07.2025                                                              | [ 135 ] [ 136 ] [ 137 ] [ 138 ] [ 139 ] [ 140 ]                                                                                         |                    |
| 0                   | Dajwór – Salwator                          | 03.08.2025 – 21.09.2025, 15.08.2025                                                  | [ 135 ] [ 141 ] [ 142 ] [ 143 ] |                    |
| 7                   | Dąbie – Górka Narodowa                     | 22.06.2025                                                                           | [ 144 ] [ 137 ] |                    |
| 66                  | Salwator – Prokocim                        | 05.07.2025                                                                           | [ 135 ] [ 138 ] |                    |
| 28                  | Os. Piastów – Jarzębiny                    | 20.07.2025                                                                           | [ 135 ] [ 139 ] |                    |
| 68                  | Bronowice Małe – Łagiewniki                | 02.08.2025                                                                           | [ 135 ] [ 141 ] |                    |
| 15                  | Dworzec Towarowy – Pleszów                 | 15.08.2025                                                                           | [ 135 ] [ 143 ] |                    |
| 23                  | Borek Fałęcki – Nowy Bieżanów P+R          | 24.08.2025                                                                           | [ 135 ] |                    |
| linia specjalna     |                                            | 07.09.2025                                                                           | [ 135 ] |                    |

## Trasy kursowania zabytkowych autobusów Krakowskiej Linii Muzealnej
| Nr linii                                                 | Trasa (w obu kierunkach)                                 | Data kursowania                                          | Pojazdy | Źródła                                                   |
| Linie autobusowe, na których kursowały zabytkowe pojazdy | Linie autobusowe, na których kursowały zabytkowe pojazdy | Linie autobusowe, na których kursowały zabytkowe pojazdy | Linie autobusowe, na których kursowały zabytkowe pojazdy                                                                  | Linie autobusowe, na których kursowały zabytkowe pojazdy |
| Edycja IV (2006)                                         | Edycja IV (2006)                                         | Edycja IV (2006)                                         | Edycja IV (2006) | Edycja IV (2006)                                         |
| -------------------------------------------------------- | -------------------------------------------------------- | -------------------------------------------------------- | --- | -------------------------------------------------------- |
| 100                                                      | Rondo Grunwaldzkie – Hotel Pod Kopcem                    | 15.08.2006                                               | Jelcz RTO (nr 341) | [ 9 ]                                                    |
| 100                                                      | Rondo Grunwaldzkie – Hotel Pod Kopcem                    | 27.08.2006                                               | Jelcz RTO (nr 341) | [ 9 ]                                                    |
| Edycja V (2007)                                          |                                                          |                                                          | |                                                          |
| 102                                                      | Krowodrza Górka – Zakamycze                              | 26.08.2007                                               | Jelcz 272 MEX "Ogórek" | [ 2 ]                                                    |
| Edycja VI (2008)                                         |                                                          |                                                          | |                                                          |
| 103                                                      | Bronowice Małe – Prokocim UJ                             | 15.08.2008                                               | Jelcz 272 MEX "Ogórek" | [ 13 ]                                                   |
| 103                                                      | Mydlniki – Prokocim UJ                                   | 31.08.2008                                               | Jelcz 272 MEX "Ogórek", SAN H01B                                                                                          | [ 13 ]                                                   |
| Edycja VII (2009)                                        |                                                          |                                                          | |                                                          |
| 122                                                      | Zesławice – Aleja Przyjaźni                              | 15.08.2009                                               | Jelcz 272 MEX "Ogórek" | [ 20 ] [ 18 ]                                            |
| 122                                                      | Zesławice – Aleja Przyjaźni                              | 30.08.2009                                               | Jelcz 272 MEX "Ogórek" | [ 20 ] [ 18 ]                                            |
| Edycja VIII (2010)                                       |                                                          |                                                          | |                                                          |
| 110                                                      | Aleja Przyjaźni – Węgrzynowice/Wadów Tunel               | 15.08.2010                                               | Jelcz 272 MEX "Ogórek" | [ 22 ]                                                   |
| 162                                                      | Rondo Grunwaldzkie – Podgórki Tynieckie                  | 29.08.2010                                               | Jelcz 272 MEX "Ogórek" | [ 22 ]                                                   |
| Edycja IX (2011)                                         |                                                          |                                                          | |                                                          |
| 109                                                      | Cracovia – Bielany                                       | 30.07.2011                                               | Jelcz 272 MEX "Ogórek" | [ 145 ]                                                  |
| 127                                                      | Powstańców Wielkopolskich – Płaszów Szkoła               | 15.08.2011                                               | Jelcz 272 MEX "Ogórek", SAN H01B                                                                                          | [ 146 ]                                                  |
| 158                                                      | Powstańców Wielkopolskich – Podwierzbie                  | 15.08.2011                                               | Jelcz 272 MEX "Ogórek" | [ 146 ]                                                  |
| 111                                                      | Pleszów – Wolica Most                                    | 28.08.2011                                               | Jelcz 272 MEX "Ogórek" | [ 147 ]                                                  |
| 211                                                      | Pleszów – Chobot Leśniczówka                             | 28.08.2011                                               | Jelcz 272 MEX "Ogórek" | [ 147 ]                                                  |
| Edycja X (2012)                                          |                                                          |                                                          | |                                                          |
| 502                                                      | Plac Centralny – Cracovia Stadion                        | 01.07.2012                                               | Jelcz 272 MEX "Ogórek" | [ 148 ] [ 28 ] [ 149 ]                                   |
| 132                                                      | Nowy Kleparz – Kombinat                                  | 22.07.2012                                               | Jelcz 272 MEX "Ogórek", Jelcz 021 - przegubowy "Ogórek", Jelcz PR110M, Ikarus 280                                         | [ 26 ] [ 28 ] [ 150 ]                                    |
| 153                                                      | Os. Piastów – Szpital Żeromskiego                        | 15.08.2012                                               | Jelcz 272 MEX "Ogórek" | [ 151 ] [ 26 ]                                           |
| 453                                                      | Prądnik Czerwony – Szpital Żeromskiego                   | 15.08.2012                                               | Jelcz 272 MEX "Ogórek" | [ 151 ] [ 26 ]                                           |
| 105                                                      | Dworzec Główny Zachód – Prądnik Czerwony                 | 02.09.2012                                               | Jelcz 021 - przegubowy "Ogórek", Ikarus 280                                                                               | [ 26 ] [ 152 ]                                           |
| 405                                                      | Dworzec Główny Zachód – Cmentarz Batowice                | 02.09.2012                                               | Jelcz 021 - przegubowy "Ogórek", Ikarus 280                                                                               | [ 26 ] [ 152 ]                                           |
| Edycja XI (2013)                                         |                                                          |                                                          | |                                                          |
| B                                                        | Cracovia Stadion – Plac Centralny im. R. Reagana         | 30.06.2013                                               | Jelcz 272 MEX "Ogórek", Jelcz 021 - przegubowy "Ogórek", Ikarus 280                                                       | [ 153 ] [ 29 ]                                           |
| A                                                        | Rynek Główny – Kombinat                                  | 21.07.2013                                               | Jelcz 272 MEX "Ogórek", Jelcz 021 - przegubowy "Ogórek"                                                                   | [ 31 ] [ 29 ]                                            |
| C                                                        | Nowy Bieżanów Południe – Azory                           | 15.08.2013                                               | Jelcz 272 MEX "Ogórek", Jelcz 021 - przegubowy "Ogórek", SAN H01B                                                         | [ 154 ] [ 29 ] [ 30 ]                                    |
| E                                                        | Mistrzejowice – Most Grunwaldzkie                        | 31.08.2013                                               | Jelcz 272 MEX "Ogórek", Ikarus 280                                                                                        | [ 155 ] [ 29 ] [ 30 ]                                    |
| D                                                        | Os. Kurdwanów – Plac Centralny im. R. Reagana            | 22.09.2013                                               | Jelcz 021 - przegubowy "Ogórek", SAN H01B, Ikarus 280                                                                     | [ 29 ] [ 156 ]                                           |
| Edycja XII (2014)                                        |                                                          |                                                          | |                                                          |
| 502                                                      | Plac Centralny – Cracovia Stadion                        | 29.06.2014                                               | Jelcz 272 MEX "Ogórek", Jelcz 021 - przegubowy "Ogórek", Ikarus 280                                                       | [ 32 ] [ 33 ]                                            |
| C                                                        | Nowy Bieżanów Południe – Rynek Główny                    | 15.08.2014                                               | Jelcz 021 - przegubowy "Ogórek", SAN H01B, Ikarus 280                                                                     | [ 35 ] [ 36 ]                                            |
| M                                                        | Rynek Główny – Muzeum Inżynierii Miejskiej               | 21.09.2014                                               | Nysa, Autosan H6, San H01B                                                                                                | [ 34 ]                                                   |
| Edycja XIII (2015)                                       |                                                          |                                                          | |                                                          |
| 140                                                      | Os. Podwawelskie – Cichy Kącik                           | 28.06.2015                                               | Jelcz 021 - przegubowy "Ogórek", Jelcz 272MEX, Ikarus 280                                                                 | [ 37 ]                                                   |
| B                                                        | Kombinat – Chełm                                         | 15.08.2015                                               | Jelcz 272MEX, Ikarus 280.26 (niebieski), Jelcz 021, Ikarus 280.26 (czerwony), San H01B                                    | [ 37 ] [ 157 ]                                           |
| 114                                                      | Krowodrza Górka – Os. Podwawelskie                       | 20.09.2015                                               | Jelcz 272MEX, Jelcz 021, Ikarus 280.26, San H01B                                                                          | [ 37 ] [ 158 ]                                           |
| Edycja XIV (2016)                                        |                                                          |                                                          | |                                                          |
| L                                                        | Cichy Kącik – Cichy Kącik                                | 26.06.2016                                               | Jelcz 272MEX, Jelcz 021, Ikarus 280.26, Ikarus 260.04                                                                     | [ 39 ] [ 159 ]                                           |
| 136                                                      | Mistrzejowice – Kombinat                                 | 22.07.2016                                               | Jelcz 272 MEX, Ikarus 260, SAN H01B                                                                                       | [ 39 ] [ 40 ]                                            |
| T                                                        | Cracovia Stadion – Tyniec Kamieniołom                    | 15.08.2016                                               | Ikarus 280.26 (czerwony), Ikarus 280.26 (niebieski), San H01B, Jelcz O21                                                  | [ 39 ] [ 160 ] [ 161 ]                                   |
| F                                                        | Rynek Podgórski – Kombinat                               | 18.09.2016                                               | Ikarus 280.26, Ikarus 260.04, Jelcz 272MEX, Jelcz 021                                                                     | [ 39 ] [ 162 ]                                           |
| Edycja XV (2017)                                         |                                                          |                                                          | |                                                          |
| 190                                                      | Cichy Kącik – Cichy Kącik                                | 25.06.2017                                               | Jelcz 021 - przegubowy "Ogórek", Jelcz 272 MEX, Ikarus 280, Ikarus 620                                                    | [ 41 ] [ 163 ]                                           |
| 423                                                      | Mistrzejowice – Szpital Żeromskiego                      | 22.07.2017                                               | Ikarus 620, Jelcz 272 MEX, Ikarus 260                                                                                     | [ 42 ] [ 44 ]                                            |
| D                                                        | Cracovia Stadion – Wieliczka Kampus                      | 15.08.2017                                               | Jelcz 272 MEX, Ikarus 620, SAN H01B, Ikarus 260                                                                           | [ 42 ] [ 164 ]                                           |
| 119                                                      | Borek Fałęcki – Dworzec Główny Zachód                    | 03.09.2017                                               | Jelcz 021 - przegubowy "Ogórek", Scania CN113ALB, Ikarus 280, Ikarus 620                                                  | [ 42 ] [ 165 ]                                           |
| M                                                        | Muzeum Inżynierii Miejskiej – Mały Rynek                 | 24.09.2017                                               | Nysa N59M, Nysa 522 | [ 42 ] [ 166 ]                                           |
| 198                                                      | Dworzec Płaszów – Al. Przyjaźni                          | 24.09.2017                                               | Czerwony przegubowy Ikarus (nr 34260), Jelcz M11 (nr 12240)                                                               | [ 42 ] [ 166 ]                                           |
| Edycja XVI (2018)                                        |                                                          |                                                          | |                                                          |
| 544                                                      | Cichy Kącik – Nowy Bieżanów Południe                     | 24.06.2018                                               | Jelcz 021, Ikarus 280.26 (czerwony), Scania CN113ALB, Ikarus 280.26 (niebieski)                                           | [ 167 ]                                                  |
| B                                                        | Rynek Główny – Kombinat                                  | 22.07.2018                                               | Ogórek, Ikarus 280, Ikarus 620, San H01B                                                                                  | [ 48 ]                                                   |
| 505                                                      | Cracovia Stadion – Mników Skały                          | 15.08.2018                                               | Jelcz 272MEX, Ikarus 620, Jelcz M11                                                                                       | [ 168 ]                                                  |
| 100                                                      | Salwator – Kopiec Kościuszki                             | 02.09.2018                                               | Ikarus 260.04, Jelcz M11                                                                                                  | [ 169 ] [ 170 ]                                          |
| 101                                                      | Osiedle Podwawelskie – Kopiec Kościuszki                 | 02.09.2018                                               | Ikarus 260.04, Jelcz M11                                                                                                  | [ 169 ] [ 170 ]                                          |
| 115                                                      | Zajezdnia Płaszów – Witkowice                            | 23.09.2018                                               | Ikarus 260, Ikarus 620, Jelcz 272 MEX                                                                                     | [ 46 ] [ 47 ]                                            |
| Edycja XVII (2019)                                       |                                                          |                                                          | |                                                          |
| A                                                        | Cracovia Stadion – Kombinat                              | 23.06.2019                                               | MAN SG242, Scania 113ALB, Ogórek, Ikarus                                                                                  | [ 49 ] [ 171 ]                                           |
| 188                                                      | Mistrzejowice – Dworzec Główny Wschód                    | 21.07.2019                                               | Jelcz M120, Ikarus 260, Ikarus 620.                                                                                       | [ 50 ]                                                   |
| 150                                                      | Cracovia Stadion – Cmentarz Batowice                     | 15.08.2019                                               | Jelcz M120, Jelcz M11, Ikarus 620                                                                                         | [ 52 ]                                                   |
| D                                                        | Borek Fałęcki – Krowodrza Górka                          | 01.09.2019                                               | Scania ALB, Ikarus przegubowy, MAN.                                                                                       | [ 53 ]                                                   |
| B                                                        | Kombinat – Cmentarz Olszanica                            | 22.09.2019                                               | Scania CN113CLL, San H01B, Jelcz272MEX, Ikarus 260.04, Jelcz M11, Ikarus 620                                              | [ 54 ]                                                   |
| M2                                                       | Nowy Kleparz – Rynek Podgórski                           | 22.09.2019                                               | Nysa N59M, Nysa M522, Autosan H6                                                                                          | [ 54 ]                                                   |
| Edycja XVIII (2020)                                      |                                                          |                                                          | |                                                          |
| 324                                                      | Os. Podwawelskie – Prądnik Czerwony                      | 28.06.2020                                               | Ikarus 280, „Ogórek”, San H01                                                                                             | [ 55 ]                                                   |
| 439                                                      | Cracovia Stadion – Al. Przyjaźni                         | 19.07.2020                                               | Ikarus 280 czerwony, Scania 113ALB, przegubowy „Ogórek”, MAN SG242, Jelcz M120                                            | [ 58 ]                                                   |
| 145                                                      | Dworzec Główny Wschód – Kombinat                         | 15.08.2020                                               | Skania Jelcz Ogórek | [ 62 ]                                                   |
| 303                                                      | Azory – Miejskie Centrum Opieki                          | 20.09.2020                                               | Ikarus 260, Jelcz Mex, Ikarus 280, Jelcz AP021.                                                                           | [ 67 ]                                                   |
| Edycja XIX (2021)                                        |                                                          |                                                          | |                                                          |
| A                                                        | Cracovia Stadion – Kombinat                              | 20.06.2021                                               | Jelcz 021 (nr 549), San H01B (nr86), Ikarus 280 (nr 34260), Ikarus 620 (nr 118)                                           | [ 68 ]                                                   |
| 569                                                      | Al. Przyjaźni – Zielińskiego                             | 25.07.2021                                               | MAN SG242, Ikarus 260, Jelcz 181MB, Jelcz RTO                                                                             | [ 73 ]                                                   |
| D                                                        | Al. Przyjaźni – Os. Kurdwanów                            | 15.08.2021                                               | Ikarus 280, Jelcz M11, Jelcz RTO (przegubowy), Ikarus 260                                                                 | [ 75 ]                                                   |
| 594                                                      | Piaski Nowe – TAURON Arena Kraków Wieczysta              | 12.09.2021                                               | Ikarus 620, MAN SG242, Jelcz M120, Ikarus 280                                                                             | [ 78 ]                                                   |
| Edycja XX (2022)                                         |                                                          |                                                          | |                                                          |
| E                                                        | Borek Fałęcki – Mistrzejowice                            | 19.06.2022                                               | Jelcz 272MEX, Jelcz M120, niebieski Ikarus 280, Scania 113CLL                                                             | [ 82 ]                                                   |
| B                                                        | Os. Podwawelskie – Kombinat                              | 17.07.2022                                               | Jelcz AP021, MAN SG242, Scania 113ALB, Ikarus 280                                                                         | [ 86 ]                                                   |
| D                                                        | Nowy Kleparz – Wieliczka Miasto                          | 14.08.2022                                               | San H01B (nr 36), Scania113CLL (nr PS001), Jelcz 272MEX (nr 341), Ikarus 620 (nr 118), Jelcz M11 (nr 12240)               | [ 90 ]                                                   |
| 504                                                      | Cichy Kącik – Centrum JP II                              | 25.09.2022                                               | Ikarus 260, „Ogórek” Jelcz RTO, Scania 113 CLL                                                                            | [ 94 ]                                                   |
| Edycja XXI (2023)                                        |                                                          |                                                          | |                                                          |
| 579                                                      | Dworzec Główny Zachód – Os. Kurdwanów                    | 25.06.2023                                               | Ikarus 280 (nr 34260), Jelcz M181MB (nr DD493), Jelcz 021 (nr 549), MAN SG242 (nr 36001)                                  | [ 96 ] [ 99 ] [ 102 ] [ 111 ]                            |
| 538                                                      | Nowy Kleparz – Kombinat                                  | 23.07.2023                                               | Jelcz 272MEX (nr 341), Ikarus 260 (nr 45151), Ikarus 620 (nr 118), Jelcz M11 (nr 12240)                                   | [ 96 ] [ 102 ] [ 104 ] [ 111 ]                           |
| M                                                        | Cichy Kącik – Salwator                                   | 15.08.2023                                               | Nysa N59M, Nysa N522, Autosan H6                                                                                          | [ 96 ] [ 102 ] [ 107 ] [ 111 ]                           |
| 584                                                      | Podgórze SKA – Prądnik Czerwony                          | 10.09.2023                                               | Scania 113ALB (nr 38030), Jelcz 120M (nr BF304), Scania 113CLL (nr PS001), Ikarus 280 (nr 34260)                          | [ 96 ] [ 102 ] [ 110 ] [ 111 ]                           |
| Edycja XXII (2024)                                       |                                                          |                                                          | |                                                          |
| 170                                                      | Podgórze SKA – Cracovia Stadion                          | 16.06.2024                                               | San H01B, Ikarus 260, MAN SL200, Scania 113CLL (nr 38030)                                                                 | [ 114 ] [ 116 ]                                          |
| M                                                        | Podgórze SKA – Rondo Grzegórzeckie                       | 30.06.2024                                               | Nysa N59M, Nysa N522, Karsan                                                                                              | [ 114 ] [ 118 ]                                          |
| –                                                        | Podgórze SKA – Rondo Grzegórzeckie                       | 30.06.2024                                               | Taksówka Warszawa M2 | [ 118 ]                                                  |
| 185                                                      | Nowy Kleparz – Złocień                                   | 07.07.2024                                               | MAN SL200, MAN SG242, Jelcz RTO, Ikarus 280                                                                               | [ 119 ]                                                  |
| F                                                        | Kombinat – Borek Fałęcki                                 | 21.07.2024                                               | Jelcz M11 (nr 12240), Ikarus 620 (nr 118), Jelcz M121MB (nr DJ680), Ikarus 280 (nr 34260), Jelcz 021 (nr 549)             | [ 121 ] [ 172 ]                                          |
| G                                                        | Czyżyny Dworzec – Mydlniki Wapiennik P+R                 | 04.08.2024                                               | Jelcz M120, Ikarus 620, Solaris U12, Jelcz M181MB                                                                         | [ 123 ] [ 125 ]                                          |
| 514                                                      | Czerwone Maki P+R – Górką Narodową P+R                   | 25.08.2024                                               | Scania CR111, Scania 113ALB, Scania 113CLL, Ikarus 280                                                                    | [ 127 ]                                                  |
| 444                                                      | Krowodrza Górka P+R – Swoszowice SKA                     | 01.09.2024                                               | Jelcz M121MB, Jelcz AP01, Ikarus 260, Ikarus 620, Scania 113CLL                                                           | [ 128 ]                                                  |
| B                                                        | Olszanica Bory – Prądnik Czerwony                        | 22.09.2024                                               | Scania CR111, MAN SG242, MAN SL200, Jelcz M11                                                                             | [ 130 ]                                                  |
| Edycja XXIII (2025)                                      |                                                          |                                                          | |                                                          |
| 150                                                      | Łagiewniki – Kombinat                                    | 08.06.2025                                               | MAN SL200, Ikarus 280, Jelcz M120, Jelcz RTO, Scania 113CLL, Scania 111CR                                                 | [ 133 ]                                                  |
| 522                                                      | Nowy Bieżanów Południe – Nowy Świat                      | 13.07.2025                                               | San H01, Jelcz M11, Ikarus 260, Jelcz PR110 (awaria; w zamian: Solaris Urbino 12 IV (nr KU348), Scania 113CLL (nr PS001)) | [ 173 ] [ 174 ]                                          |
| B                                                        | Nowy Świat – Kombinat                                    | 20.07.2025                                               | Scania 113ALB (nr 38030), Jelcz M181MB (nr DD493), Ikarus 280 (nr 24575), MAN SG242 (nr 36001)                            | [ 139 ]                                                  |
| 564                                                      | Górka Narodowa P+R – Piaski Wielkie                      | 10.08.2025                                               | Ikarus 280 (nr 24575), MAN SG242, Jelcz RTO 021, Scania 113ALB, Jelcz M181MB "Tantus" (rezerwowy)                         | [ 142 ] [ 175 ]                                          |
| M                                                        | Nowy Świat – Dworzec Główny Wschód                       | 17.08.2025                                               | Nysa N60 (nr 28), Nysa N522 (nr 803), Karsan (rezerwowy)                                                                  | [ 135 ] [ 143 ]                                          |
| linie specjalne                                          |                                                          | 31.08.2025, 14.09.2025                                   | | [ 135 ]                                                  |

## Tabor
W ramach krakowskiej Linii Muzealnej wykorzystywane były pojazdy Krakowskiego MPK w większości stanowiące na co dzień element ekspozycji Muzeum Inżynierii Miejskiej w Krakowie:

### Wagony tramwajowe gościnne

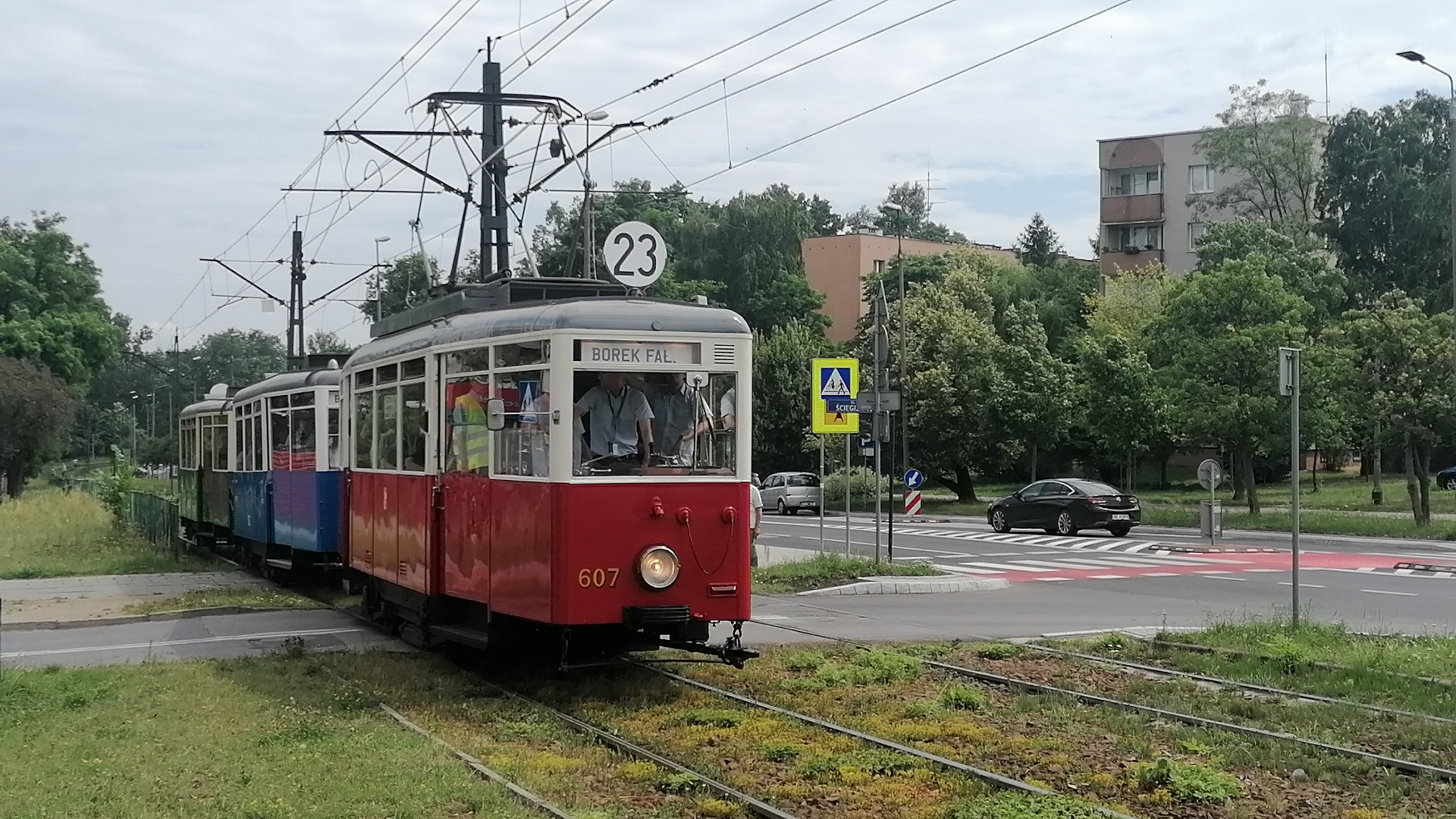
3 kolorowy skład (607+502+436) kursujący na Krakowskiej Linii Muzealnej 2 lipca 2023.

- Konstal 102N 1 w 2022 r. z Poznania
- Konstal N 607 w 2023 r. z Warszawy
- Sanok ND 436 w 2023 r. z Poznania
- Konstal 13N 503 w 2024 r. z Warszawy
- Konstal 102Na 71 w 2024 r. z Poznania
- Konstal N 1444 w 2025 r. z Wrocławia
- K 445 w 2025 r. z Warszawy
- Typ I 15 w 2025 r. z Poznania
- CW 305 w 2025 r. z Poznania

### Autobusy
- San H01B (nr 86)
- Ikarus 620 (nr 118) + Karosa B40 (nr 600)
- Jelcz 272 MEX (nr 341) + Jelcz PO-1 (nr 608)
- Jelcz 021 (nr 549)
- Jelcz M11 (nr BC191)
- Ikarus 280 (nr 34260) (nr 24575)
- Ikarus 260 (nr 45151)
- MAN SG 242 (nr 36001)
- Scania CN113ALB (nr 38030)
- Scania CN113CLL (nr PS001)

## Dodatkowe kursy obsługiwane taborem zabytkowym
| Numer linii                      | Trasa (początek - koniec) | Data kursowania                   | Pojazdy, które pojawiły się na linii | Uwagi | Źródło                          |
| Rok 2001                         | Rok 2001 | Rok 2001                          | Rok 2001 | Rok 2001 | Rok 2001                        |
| -------------------------------- | --- | --------------------------------- | --- | --- | ------------------------------- |
| 0                                | Św. Wawrzyńca – wokół Plant – Św. Wawrzyńca                                                                                                 | 17-18.03.2001                     | SN1 (nr 37), SN2+ND (nr 87+538), 102N (nr 203) | Linia uruchomiona z okazji obchodów 100-lecia powstania tramwaju elektrycznego w Krakowie. | [ 177 ]                         |
| Rok 2002                         | |                                   | | |                                 |
| 0                                | Św. Wawrzyńca – wokół Plant – Św. Wawrzyńca                                                                                                 | 20.04.2002                        | SN1 (nr 37), SN2+PN2 (nr 87+530), 102N (nr 203) | Przejazd z okazji obchodów 75-lecia komunikacji autobusowej w Krakowie. | [ 178 ]                         |
| 300                              | Zajezdnia Wawrzyńca – Rynek Główny | 20.04.2002                        | Jelcz 706 RTO (nr 341) z przyczepą Jelcz P-01 (nr 608) | Przejazd z okazji obchodów 75-lecia komunikacji autobusowej w Krakowie. | [ 178 ]                         |
| 45                               | Św. Wawrzyńca – Aleja Pokoju – Plac Centralny                                                                                               | 26.04.2002                        | SN1 (nr 37), SN2+PN2 (nr 87+530), 102N (nr 203), NGT6 (nr 2012) | Linia uruchomiona z okazji III Krakowskiej Wystawy Ekologicznej. | [ 178 ]                         |
| Rok 2004                         | |                                   | | |                                 |
| 0, A-F                           | Zajezdnia Podgórze – Cichy KącikCichy Kącik – Cichy Kącik                                                                                   | 02.05.2004                        | 105Na (nr 787), SN1 (nr 37) - oznaczony cyfrą "0", SN2+PN2 (nr 87+530) - ozn. literą "A", N (nr 20) - ozn. "B", 102N (nr 203) - ozn. "C", "Norymberga" GT6 (nr 156) - ozn. "D", "Wiedeńczyk" E1 (nr 101) - ozn. "E", "Bombardier" NGT6/2 (nr 2025) - ozn. "F", 105Na (nr 460), Jelcz RT0 ("Ogórek") z przyczepą | I Wielka Parada Tramwajów z okazji "Dnia Europejskiego", nazajutrz po wstąpieniu Polski do Unii Europejskiej.                                                                                    | [ 5 ] [ 179 ]                   |
| 14                               | Zajezdnia Nowa Huta – BieńczyceBieńczyce – WalcowniaWalcownia – PleszówPleszów – Zajezdnia Nowa Huta                                        | 01.05.2004                        | N (nr 20) | Linia uruchomiona z okazji 50 rocznicy uruchomienia pierwszej wewnątrz dzielnicowej linii tramwajowej w Nowej Hucie.                                                                             | [ 5 ]                           |
| 0                                | Św. Wawrzyńca – Św. Wawrzyńca | 01.07.2004 - 31.08.2004           | SN1 (nr 87) | Linia dodatkowa obok KLM. | [ 5 ]                           |
| W                                | Plac Matejki – Plac Matejki | 03.07.2004 – 29.08.2004           | Jelcz RT0 "Ogórek" | Linia dodatkowa obok KLM. | [ 5 ]                           |
| Rok 2005                         | |                                   | | |                                 |
| 0                                | Salwator – Salwator | 20/21.05.2005                     | E1 (nr 111) | Linia uruchomiona podczas II krakowskiej Nocy Muzeów | [ 7 ]                           |
| –                                | Dajwór – Dajwór | 04/05.06.2005                     | SN2+PN2 (87+530) | Linia uruchomiona w związku z odbywającą się "Białą Nocą". | [ 7 ]                           |
| –                                | Zajezdnia Podgórze – Cichy KącikCichy Kącik – Zajezdnia Podgórze                                                                            | 05.06.200515.10.2005              | E1 (nr 111), SN1 (nr 37), SN2+PN2 (nr 87+538), N+ND (nr 20+530), 102N (nr 203), T4+B4 (nr 127+527), 102Na (nr 210), GT6 (nr 187), 105Na (nr 819), NGT6 (nr 2025), JELCZ RT0 "Ogórek" z przyczepą (nr 342+608)                                                                                                   | II i III Wielka Parada Tramwajów z okazji 130-lecia komunikacji miejskiej w Krakowie. | [ 180 ] [ 181 ] [ 7 ]           |
| Rok 2006                         | |                                   | | |                                 |
| 10                               | Os. Piastów – ŁagiewnikiŁagiewniki – Os. Piastów                                                                                            | 07.01.2006                        | 102Na (nr 210), 105Na (449+450), T4+B4 (nr 127+527) | Kursy zabytkowym taborem uruchomione z okazji 30 rocznicy uruchomienia linii tramwajowej do os. Piastów.                                                                                         | [ 182 ] [ 8 ]                   |
| 21                               | Os. Piastów – PleszówPleszów – Os. Piastów                                                                                                  | 07.01.2006                        | 102N (nr 203) | Kursy zabytkowym taborem uruchomione z okazji 30 rocznicy uruchomienia linii tramwajowej do os. Piastów.                                                                                         | [ 182 ] [ 8 ]                   |
| –                                | Zajezdnia Nowa Huta – Cichy Kącik | 11.06.2006                        | Linke-Hoffmann (nr 1076), SN1 (nr 37), SN2+PN2 (nr 87+538), N+ND (nr 20+530), 102N (nr 203), 102Na (nr 210), 105Na (nr 876), T4+B4 (nr 127+527), GT6 (nr 187), E1+c3 (nr 113+573), NGT6 (nr 2025), JELCZ RT0 "Ogórek" z przyczepą P01 (nr 342+608)                                                              | IV Wielka Parada Tramwajów z okazji 105 rocznicy tramwaju elektrycznego w Krakowie. | [ 8 ]                           |
| –                                | Zajezdnia Podgórze – Cichy Kącik | 17.09.2006                        | Linke-Hoffmann (nr 1076), SN1 (nr 37), SN2+PN2 (nr 87+530), N+ND (nr 26+538), N (nr 20), 102N (nr 203), T4 (nr 220) | Parada Zabytkowych Tramwajów | [ 8 ]                           |
| Rok 2007                         | |                                   | | |                                 |
| 0                                | Łagiewniki – PolitechnikaPolitechnika – Łagiewniki                                                                                          | 16–17.06.2007                     | SN1 (nr 37), "Linke-Hoffmann" (nr 1076) | Linia specjalna z okazji "Dni Techniki Kolejowej". | [ 12 ]                          |
| –                                | Sheraton – Rynek GłównyRynek Główny – Muzeum Lotnictwa Polskiego                                                                            | 08.09.2007                        | San H01 (MPK Kraków), Jelcz 272MEX + przyczepa P01, Nysa N59, Jelcz 043, San H100B, Jelcz Berliet PR100, Jelcz 043 Cabrio, Skoda 706 RT0 | Parada Autobusów z okazji 80-lecia komunikacji autobusowej w Krakowie | [ 12 ]                          |
| Rok 2008                         | |                                   | | |                                 |
| 0                                | Cichy Kącik – Cichy Kącik | 21.09.2008                        | N (nr 20) | Linia uruchomiona na obchody Europejskiego Tygodnia Zrównoważonego Transportu, odbywającego się pod hasłem: "Czyste powietrze dla wszystkich".                                                   | [ 13 ]                          |
| 2                                | Salwator – Cmentarz RakowickiCmentarz Rakowicki – Salwator                                                                                  | 22.09.2008                        | 102Na (nr 210), 102N (nr 203), SN2+PN2 (87+530), N+ND (20+538) | Kursy zabytkowym taborem na "Europejski Dzień bez Samochodu". | [ 13 ] [ 183 ]                  |
| Rok 2009                         | |                                   | | |                                 |
| 0                                | Muzeum Inżynierii Miejskiej – Muzeum Inżynierii Miejskiej                                                                                   | 15.05.2009                        | SN1 (nr 37), SN2+PN2 (87+530), N+PN2 (26+524), LH (nr 1076) | Linia uruchomiona z okazji inauguracji VI krakowskiej Nocy Muzeów oraz uroczystego otwarcia odbudowanego torowiska tramwajowego oraz odrestaurowanej ul. św. Wawrzyńca.                          | [ 19 ]                          |
| 15                               | Cichy Kącik – PleszówPleszów – Cichy Kącik                                                                                                  | 22.07.2009                        | 102N (nr 203), 102Na (nr 210) | Linia uruchomiona z okazji 60-lecia Nowej Huty. | [ 184 ]                         |
| 142                              | Os. Na Stoku – Prądnik Czerwony | 22.07.2009                        | Jelcz 272 MEX "Ogórek", SAN H01B | Linia uruchomiona z okazji 60-lecia Nowej Huty. | [ 184 ]                         |
| 0                                | Cichy Kącik – Cichy Kącik | 20.09.2009                        | SN2 (nr 87) | Linia uruchomiona z okazji Europejskiego Tygodnia Zrównoważonego Transportu. | [ 19 ]                          |
| Rok 2010                         | |                                   | | |                                 |
| 0                                | Muzeum Inżynierii Miejskiej – Muzeum Inżynierii Miejskiej                                                                                   | 14.05.2010                        | „Gracówka”, N-26, Linke Hofman, SN2 | Linia uruchomiona z okazji inauguracji VII krakowskiej Nocy Muzeów. | [ 185 ]                         |
| –                                | Zajezdnia Podgórze – Cichy Kącik | 19.06.2010                        | Tabor zabytkowy | Przejazd z okazji parady historycznych pojazdów. | [ 186 ]                         |
| 0                                | Muzeum Inżynierii Miejskiej – Muzeum Inżynierii Miejskiej                                                                                   | 19.09.2010                        | N (nr 20) | Linia uruchomiona z okazji Europejskiego Tygodnia Zrównoważonego Transportu. | [ 21 ]                          |
| 0                                | Muzeum Inżynierii Miejskiej – Muzeum Inżynierii Miejskiej                                                                                   | 24.09.2010                        | LH (nr 1076) | Linia uruchomiona z okazji Małopolskiej Nocy Naukowców 2010. | [ 21 ]                          |
| Rok 2011                         | |                                   | | |                                 |
| 110                              | Muzeum Inżynierii Miejskiej – Bronowice Małe                                                                                                | 16.03.2011                        | SN1 (nr 37), LH (nr 1076) | Linia uruchomiona z okazji 110 rocznicy uruchomienia tramwaju elektrycznego w Krakowie. | [ 23 ] [ 187 ]                  |
| 0                                | Cichy Kącik – Cichy Kącik | 18.09.2011                        | SN2 (nr 87) | Linia uruchomiona z okazji Europejskiego Tygodnia Zrównoważonego Transportu. | [ 23 ] [ 188 ]                  |
| Rok 2012                         | |                                   | | |                                 |
| 0                                | Muzeum Inżynierii Miejskiej – Cichy KącikCichy Kącik – Muzeum Inżynierii Miejskiej                                                          | 16.09.201222.09.2012              | SN1+PN3 (nr 37+555), LH (nr 1076), SN2+PN2 (nr 87+530), N+ND (nr 20+511 oraz 26+538), 102N (nr 203), N+PN2 (nr 26+524) | Linie uruchomione z okazji Europejskiego Tygodnia Zrównoważonego Transportu. | [ 25 ]                          |
| 0                                | Muzeum Inżynierii Miejskiej – Kopiec WandyKopiec Wandy – Muzeum Inżynierii Miejskiej                                                        | 16.09.201222.09.2012              | SN1+PN3 (nr 37+555), LH (nr 1076), SN2+PN2 (nr 87+530), N+ND (nr 20+511 oraz 26+538), 102N (nr 203), N+PN2 (nr 26+524) | Linie uruchomione z okazji Europejskiego Tygodnia Zrównoważonego Transportu. | [ 25 ]                          |
| Rok 2013                         | |                                   | | |                                 |
| 60                               | Muzeum Inżynierii Miejskiej – Cichy KącikCichy Kącik – Muzeum Inżynierii Miejskiej                                                          | 16–17.05.2013                     | N+ND (nr 20+511) | Linie uruchomione z okazji X krakowskiej Nocy Muzeów. | [ 29 ] [ 189 ]                  |
| 600                              | Muzeum Armii Krajowej – Lipowa (Fabryka Schindlera)Lipowa (Fabryka Schindlera) – Muzeum Armii Krajowej                                      | 16–17.05.2013                     | Jelcz RT0 "Ogórek" | Linie uruchomione z okazji X krakowskiej Nocy Muzeów. | [ 29 ] [ 189 ]                  |
| 19                               | Dworzec Towarowy – ŁagiewnikiŁagiewniki – Dworzec Towarowy                                                                                  | 30.11.2013                        | N+ND (20+511) | Brygada uruchomiona z okazji 25 rocznicy wycofania z eksploatacji wagonów typu N+ND. | [ 29 ] [ 190 ] [ 191 ]          |
| 0                                | Muzeum Inżynierii Miejskiej – Dworzec TowarowyDworzec Towarowy – Muzeum Inżynierii Miejskiej                                                | 08.12.2013                        | SN2 (nr 87) | Linia uruchomiona z okazji obchodów Dnia Kolejarza na Dworcu Głównym w Krakowie oraz pokazem makiet i modeli kolejowych w Muzeum Inżynierii Miejskiej.                                           | [ 29 ]                          |
| Rok 2014                         | |                                   | | |                                 |
| 60                               | Muzeum Inżynierii Miejskiej – Cichy KącikCichy Kącik – Muzeum Inżynierii Miejskiej                                                          | 16–17.05.2014                     | N+ND (nr 20+511) | Linie uruchomione z okazji XI krakowskiej Nocy Muzeów. | [ 192 ] [ 193 ]                 |
| 600                              | Muzeum Armii Krajowej – Lipowa (Fabryka Schindlera)Lipowa (Fabryka Schindlera) – Muzeum Armii Krajowej                                      | 16–17.05.2014                     | Ikarus 280 (nr ZV280) | Linie uruchomione z okazji XI krakowskiej Nocy Muzeów. | [ 192 ] [ 193 ]                 |
| Rok 2015                         | |                                   | | |                                 |
| 60                               | Dajwór – Cichy KącikCichy Kącik – Dworzec TowarowyDworzec Towarowy – Dajwór                                                                 | 15–16.05.2015                     | 102N (nr 203) | Linie uruchomione z okazji XII krakowskiej Nocy Muzeów. | [ 194 ] [ 195 ]                 |
| 600                              | Muzeum Armii Krajowej – Lipowa (Fabryka Schindlera)Lipowa (Fabryka Schindlera) – Muzeum Armii Krajowej                                      | 15–16.05.2015                     | Ikarus 280 | Linie uruchomione z okazji XII krakowskiej Nocy Muzeów. | [ 194 ] [ 195 ]                 |
| –                                | Zajezdnia Podgórze – Dajwór | 27.09.2015                        | Tabor nowoczesny i zabytkowy | Wielka parada zabytkowych i współczesnych pojazdów MPK. | [ 38 ]                          |
| –                                | Zajezdnia Nowa Huta | 25.11.2015                        | N, 102N | Z okazji 50 lat zajezdni tramwajowej w Nowej Hucie specjalne przejazdy tramwajem po terenie całej zajezdni.                                                                                      | [ 196 ]                         |
| Rok 2016                         | |                                   | | |                                 |
| "Wagon historyczny"              | Salwator – WieczystaWieczysta – Salwator | 31.01.2016, 06-07., 13-14.02.2016 | Ring | Przejazdy z okazji odrestaurowania zabytkowego tramwaju typu Ring dla miasta Gdańsk. | [ 197 ]                         |
| –                                | Bronowice Małe – Łagiewniki | 16.03.2016                        | SN1 (Gracówka) | Przejazd zorganizowany z okazji 115. rocznicy uruchomienia tramwaju elektrycznego w Krakowie. | [ 198 ]                         |
| 60                               | Dajwór – Cichy KącikCichy Kącik – Dajwór | 13–14.05.2016                     | N + ND | Linie uruchomione z okazji XIII krakowskiej Nocy Muzeów. | [ 199 ] [ 200 ]                 |
| 600                              | Muzeum Armii Krajowej – Lipowa (Fabryka Schindlera)Lipowa (Fabryka Schindlera) – Muzeum Armii Krajowej                                      | 13–14.05.2016                     | Ikarus 280 | Linie uruchomione z okazji XIII krakowskiej Nocy Muzeów. | [ 199 ] [ 200 ]                 |
| "kartka świąteczna"              | Zajezdnia Podgórze – wokół Pierwszej Obwodnicy – Zajezdnia Podgórze                                                                         | 23–24, 27–31.12.2016              | Lokomotywa tramwajowa BT-1 (nr G-051) na podwoziu wagonu typu Berolina, Wagon techniczny lora (nr 1110) na podwoziu wagonu typu N | Przejazd zabytkowymi wagonami technicznymi (bez pasażerów) jako „kartka świąteczna” od Muzeum Inżynierii Miejskiej oraz MPK S.A w Krakowie.                                                      | [ 201 ] [ 202 ]                 |
| Rok 2017                         | |                                   | | |                                 |
| –                                | Dajwór – Pierwsza Obwodnica – Dajwór | 8.03.2017                         | Ring | Przejazd z okazji odrestaurowania zabytkowego tramwaju typu Ring w kolorze czerwonym dla miasta Kraków.                                                                                          | [ 203 ] [ 204 ] [ 205 ]         |
| 60                               | Dajwór – Cichy KącikCichy Kącik – Plac Centralny im. R. ReaganaPlac Centralny im. R. Reagana – Dajwór                                       | 19–20.05.2017                     | brak danych | Linie uruchomione z okazji XIV krakowskiej Nocy Muzeów. | [ 206 ] [ 207 ]                 |
| 600                              | Muzeum Armii Krajowej – Lipowa (Fabryka Schindlera)Lipowa (Fabryka Schindlera) – Muzeum Armii Krajowej                                      | 19–20.05.2017                     | brak danych | Linie uruchomione z okazji XIV krakowskiej Nocy Muzeów. | [ 206 ] [ 207 ]                 |
| –                                | Zajezdnia Podgórze – Parking przy stadionie miejskim im. Henryka Reymana                                                                    | 11.06.2017                        | m.in.: Rugby Express L, San H01B, "Ogórek", Ikarusy | Parada autobusów z okazji 90 lat komunikacji autobusowej w Krakowie | [ 208 ]                         |
| 8                                | Borek Fałęcki – Bronowice MałeBronowice Małe – Borek Fałęcki                                                                                | 08.11.2017                        | GT6 | Brygada uruchomiona dla Klubu Honorowych Dawców Krwi MPK S.A. w Krakowie, w celu prowadzenia kwesty.                                                                                             | [ 209 ]                         |
| "kartka świąteczna"              | Zajezdnia Podgórze – wokół Pierwszej Obwodnicy – Zajezdnia Podgórze                                                                         | 20–23, 27–30.12.2017              | Lokomotywa tramwajowa BT-1 (nr G-051) na podwoziu wagonu typu Berolina, Wagon techniczny lora (nr 1110) na podwoziu wagonu typu N | Przejazd zabytkowymi wagonami technicznymi (bez pasażerów) jako „kartka świąteczna” od Muzeum Inżynierii Miejskiej oraz MPK S.A w Krakowie.                                                      | [ 210 ] [ 202 ]                 |
| Rok 2018                         | |                                   | | |                                 |
| 8                                | Borek Fałęcki – Bronowice MałeBronowice Małe – Borek Fałęcki                                                                                | 08.02.2018                        | 102Na, 102NaD | Brygada uruchomiona z okazji tłustego czwartku. | [ 211 ]                         |
| "8 marca Dzień Kobiet"           | Zajezdnia Podgórze – Pierwsza Obwodnica | 08.03.2018                        | SN2+PN2 (nr 87+530) | Linia uruchomiona z okazji Dnia Kobiet. | [ 212 ]                         |
| K                                | Borek Fałęcki – Kombinat | 16–20.04.2018, 17-21.09.2018      | Ogórek | Kurs uruchomiony dla osób zainteresowanych pracą w Miejskim Przedsiębiorstwie Komunikacyjnym SA w Krakowie.                                                                                      | [ 213 ] [ 214 ]                 |
| K                                | Nowy Bieżanów P+R – Bronowice Małe | 07–11.05.2018, 24-28.09.2018      | Ogórek | Kurs uruchomiony dla osób zainteresowanych pracą w Miejskim Przedsiębiorstwie Komunikacyjnym SA w Krakowie.                                                                                      | [ 215 ] [ 214 ]                 |
| 60                               | Plac Centralny im. R. Reagana – Cichy KącikCichy Kącik – Plac Centralny im. R. Reagana                                                      | 18–19.05.2018                     | 102N (nr 203), 102Na+102NaD (nr 210+155) | Linie uruchomione z okazji XV krakowskiej Nocy Muzeów. | [ 216 ]                         |
| 600                              | Muzeum Armii Krajowej – Lipowa (Fabryka Schindlera)Lipowa (Fabryka Schindlera) – Muzeum Armii Krajowej                                      | 18–19.05.2018                     | Ikarus 620 | Linie uruchomione z okazji XV krakowskiej Nocy Muzeów. | [ 216 ]                         |
| "8 dąb Henryk"                   | Bronowice Małe – Borek Fałęcki | 23.06.2018                        | brak danych | Brygada uruchomiona w celu dowozu chętnych na spotkanie pod dębem Henrykiem w Borku Fałęckim – kandydatem w konkursie „Drzewo Roku”.                                                             | [ 217 ] [ 218 ]                 |
| 1                                | Salwator – Wzgórza KrzesławickieWzgórza Krzesławickie – Salwator                                                                            | 01.07.2018                        | 102Na, T4 | Brygady uruchomione z okazji 50 lat linii tramwajowej do Wzgórz Krzesławickich. | [ 219 ]                         |
| 9                                | Mistrzejowice – Nowy Bieżanów P+RNowy Bieżanów P+R – Mistrzejowice                                                                          | 29.07.2018                        | 102Na, T4 z przyczepą B4 | Brygady uruchomione z okazji 40 lat funkcjonowania linii tramwajowej do Nowego Bieżanowa. | [ 220 ]                         |
| "90 lat Komunikacji Autobusowej" | Muzeum Inżynierii Miejskiej – Rynek Główny                                                                                                  | 29.08.2018                        | Rugby Expresss L | Parada zabytkowych pojazdów. | [ 221 ]                         |
| 22                               | Borek Fałęcki – WalcowniaWalcownia – Borek Fałęcki                                                                                          | 16.09.2018                        | 102Na+102NaD, T4+B4. | Brygady uruchomione z okazji mijających w 2018 roku 40 lat, od otwarcia odcinka linii tramwajowej w ciągu ulic: Monte Cassino – Kapelanka – Brożka.                                              | [ 222 ] [ 223 ]                 |
| –                                | Zajezdnia Podgórze – Tauron Arena KrakówTauron Arena Kraków – Nowa Huta                                                                     | 07.10.2018                        | m.in.: „Ogórek”, San H01B, Ikarus, Rugby Expresss L | Parada zabytkowych oraz nowoczesnych autobusów MPK SA w Krakowie. | [ 224 ]                         |
| "kartka świąteczna"              | Zajezdnia Podgórze – wokół Pierwszej Obwodnicy – Zajezdnia Podgórze                                                                         | 19–24, 27–30.12.2018              | Lokomotywa tramwajowa BT-1 (nr G-051) na podwoziu wagonu typu Berolina, Wagon techniczny lora (nr 1110) na podwoziu wagonu typu N | Przejazd zabytkowymi wagonami technicznymi (bez pasażerów) jako „kartka świąteczna” od Muzeum Inżynierii Miejskiej oraz MPK S.A w Krakowie.                                                      | [ 225 ] [ 202 ]                 |
| Rok 2019                         | |                                   | | |                                 |
| 24                               | Kurdwanów P+R – Cichy KącikCichy Kącik – Kurdwanów P+R                                                                                      | 25.02.–01.03.2019                 | 102Na (nr 210) | Brygada uruchomiona w celu prowadzenia kwesty. | [ 226 ]                         |
| "8 marca Dzień Kobiet"           | Zajezdnia Podgórze – Pierwsza Obwodnica | 08.03.2019                        | SN2+PN2 (nr 87+530) | Brygada uruchomiona z okazji Dnia Kobiet. | [ 227 ]                         |
| 0                                | Muzeum Inżynierii Miejskiej – Pierwsza Obwodnica – Dajwór                                                                                   | 01.04.2019                        | Krakowski SN1, Gdański tramwaj Ring, Wrocławski Linke-Hofmann, Warszawski wagon typu K | Specjalne kursy historycznymi tramwajami z czterech polskich miast: Warszawy, Wrocławia, Gdańska i Krakowa.                                                                                      | [ 228 ]                         |
| 60                               | Plac Centralny im. R. Reagana – Cichy KącikCichy Kącik – Plac Centralny im. R. Reagana                                                      | 17–18.05.2019                     | T4+B4 (nr 127+527), N+ND (nr 20+511) | Linie uruchomione z okazji XVI krakowskiej Nocy Muzeów. | [ 229 ] [ 230 ]                 |
| 600                              | Muzeum Armii Krajowej – Podgórze SKAPodgórze SKA – Muzeum Armii Krajowej                                                                    | 17–18.05.2019                     | Ikarus 280 (nr 24575) | Linie uruchomione z okazji XVI krakowskiej Nocy Muzeów. | [ 229 ] [ 230 ]                 |
| –                                | Zajezdnia Nowa Huta – Plac Centralny – Mistrzejowice                                                                                        | 01.06.2019                        | N + ND, T4 + B4 | Przejazd zorganizowany z okazji Międzynarodowego Dnia Dziecka. | [ 231 ]                         |
| 0                                | Cichy Kącik – Rondo Hipokratesa | 09.06.2019                        | N+ND, SN2+PN2, Ring+ND, 102Na+102NaD | Linia uruchomiona z okazji Otwartego Dnia Magistratu oraz 70-lecia Nowej Huty. | [ 232 ] [ 233 ]                 |
| 70                               | Zajezdnia Nowa Huta – Plac Centralny im. R. Reagana – Kopiec Wandy – Zajezdnia Nowa Huta                                                    | 04.07.2019                        | ND (nr 26+502) | Przejazd zorganizowany z okazji odrestaurowania odnowionego wagonu typu ND (nr 502) z lat 50-tch XX wieku.                                                                                       | [ 234 ]                         |
| "kartka świąteczna"              | Zajezdnia Podgórze – wokół Pierwszej Obwodnicy – Zajezdnia Podgórze                                                                         | 19–23, 30–31.12.2019              | Lokomotywa tramwajowa BT-1 (nr G-051) na podwoziu wagonu typu Berolina, Wagon techniczny lora (nr 1110) na podwoziu wagonu typu N | Przejazd zabytkowymi wagonami technicznymi (bez pasażerów) jako „kartka świąteczna” od Muzeum Inżynierii Miejskiej oraz MPK S.A w Krakowie.                                                      | [ 235 ] [ 202 ]                 |
| Rok 2020                         | |                                   | | |                                 |
| "Święto Muzeum Podgórza"         | Łagiewniki – ProkocimProkocim – Łagiewniki                                                                                                  | 23.02.2020                        | Wagon typu N | Przejazd z okazji Święta Muzeum Podgórza oraz przypadającej w 2020 roku 145 rocznicy uruchomienia regularnej komunikacji miejskiej w Krakowie.                                                   | [ 236 ]                         |
| 0                                | Zajezdnia Podgórze – wokół Pierwszej Obwodnicy – Zajezdnia Podgórze                                                                         | 08.03.2020                        | Wagon typu K | Brygada uruchomiona z okazji Dnia Kobiet. | [ 237 ]                         |
| Rok 2021                         | |                                   | | |                                 |
| 0                                | Zajezdnia Nowa Huta – Zajezdnia Podgórze | 13.06.2021                        | Zabytkowe wagony N, w tym wagon 4N, wagon K, przyczepa KSW | Przejazd z okazji Parady Zabytkowych wagonów typu N. | [ 238 ] [ 239 ]                 |
| 119                              | Borek Fałęcki – Dworzec Główny ZachódDworzec Główny Zachód – Borek Fałęcki                                                                  | 14.06.2021                        | Czerwony ogórek nr 341 | Przejazd zorganizowany w celu zachęcenia krakowian do oddawania krwi. | [ 240 ]                         |
| –                                | Zajezdnia Bieńczyce – Tauron Arena Kraków (autobusy)Zajezdnia Nowa Huta – Tauron Arena Kraków Al. Pokoju (tramwaje)                         | 26.09.2021                        | Tabor nowoczesny i zabytkowy | Przejazdy z okazji Parady zabytkowych i współczesnych pojazdów. | [ 241 ] [ 242 ]                 |
| "kartka świąteczna"              | Zajezdnia Podgórze – wokół Pierwszej Obwodnicy – Zajezdnia Podgórze                                                                         | 16, 18–19, 22–23, 25–31.12.2021   | Lokomotywa tramwajowa N (nr 20), Wagon techniczny lora (nr 1031) | Przejazd zabytkowymi wagonami technicznymi (bez pasażerów) jako „kartka świąteczna” od Muzeum Inżynierii Miejskiej oraz MPK S.A w Krakowie.                                                      | [ 243 ] [ 202 ]                 |
| Rok 2022                         | |                                   | | |                                 |
| 60                               | Plac Centralny im. R. Reagana – DajwórDajwór – Cichy KącikCichy Kącik – Plac Centralny im. R. Reagana                                       | 13–14.05.2022                     | 102N (nr 203+1) | Linie uruchomione z okazji XVIII krakowskiej Nocy Muzeów. | [ 244 ] [ 245 ]                 |
| 600                              | Podgórze SKA – Muzeum Armii KrajowejMuzeum Armii Krajowej – Podgórze SKA                                                                    | 13–14.05.2022                     | Ikarus 280.26 | Linie uruchomione z okazji XVIII krakowskiej Nocy Muzeów. | [ 244 ] [ 245 ]                 |
| –                                | Zajezdnia Nowa Huta – Zajezdnia Podgórze | 18.09.2022                        | Tabor nowoczesny i zabytkowy | Przejazd z okazji parady nowoczesnych i zabytkowych tramwajów. | [ 246 ] [ 247 ] [ 248 ]         |
| "kartka świąteczna"              | Zajezdnia Nowa Huta – wokół Pierwszej Obwodnicy – Zajezdnia Nowa Huta                                                                       | 15-18, 22-23, 26, 30-31.12.2022   | Holownik BT-1 (nr G-051), Wagon techniczny lora (nr 1031) | Przejazd zabytkowymi wagonami technicznymi (bez pasażerów) z życzeniami od Muzeum Inżynierii Miejskiej oraz MPK S.A w Krakowie.                                                                  | [ 249 ] [ 202 ]                 |
| Rok 2023                         | |                                   | | |                                 |
| 60                               | Plac Centralny – Cichy KącikCichy Kącik – Plac Centralny                                                                                    | 19.05.2023                        | 102Na + 102NaD (nr 210+155), T4 + B4 (nr 127+527) | Linie uruchomione z okazji XIX krakowskiej Nocy Muzeów. | [ 250 ] [ 251 ]                 |
| 600                              | Podgórze SKA – Muzeum Armii KrajowejMuzeum Armii Krajowej – Podgórze SKA                                                                    | 19.05.2023                        | Ikarus 620 | Linie uruchomione z okazji XIX krakowskiej Nocy Muzeów. | [ 250 ] [ 251 ]                 |
| –                                | – | 25.06.2023                        | Jelcz RTO Holownik, Ikarus 260 Pogotowie Techniczne, Jelcz RTO Pogotowie Techniczne, Star 266 Dźwig tramwajowy | Prezentacja historycznych pojazdów technicznych z kolekcji MPK SA w Krakowie, w ramach Krakowskiej Linii Muzealnej 2023.                                                                         | [ 99 ] [ 102 ]                  |
| –                                | Zajezdnia Podgórze – Zajezdnia Nowa Huta | 17.09.2023                        | Tabor nowoczesny i zabytkowy | Parada zabytkowych i współczesnych tramwajów z okazji Europejskiego Tygodnia Zrównoważonego Transportu                                                                                           | [ 252 ] [ 253 ]                 |
| –                                | Zajezdnia Nowa Huta – Plac Centralny – Zajezdnia Nowa Huta                                                                                  | 17.09.2023                        | N+ND+ND (nr 607+502+436) | Dodatkowa atrakcja z okazji parady zabytkowych i współczesnych tramwajów. | [ 252 ]                         |
| "kartka świąteczna"              | Pierwsza Obwodnica | 29-30.12.2023                     | Wagon K, Wagon Ring (nr 272), Wagon techniczny lora (nr 1031) | Przejazd zabytkowymi wagonami technicznymi (bez pasażerów) z życzeniami od Muzeum Inżynierii Miejskiej oraz MPK S.A w Krakowie.                                                                  | [ 254 ] [ 202 ]                 |
| Rok 2024                         | |                                   | | |                                 |
| 6                                | Zajezdnia Podgórze – Kapelanka – Stradomska – św. Gertrudy – Plac Wszystkich Świętych – Pierwsza Obwodnica – Krakowska – Zajezdnia Podgórze | 18/19.01.2024                     | Zeppelin SN3 (nr 144) | Przejazd techniczny odrestaurowanego wagonu typu Zeppelin przeznaczonego dla Norymbergi – miasta partnerskiego Krakowa.                                                                          | [ 255 ] [ 256 ]                 |
| –                                | Muzeum Inżynierii i Techniki – Plac Wolnica – Plac Wszystkich Świętych – Centrum handlowe M1                                                | 28.01.2024                        | Ikarus 260 | Linia uruchomiona z okazji 32. finału WOŚP. | [ 257 ]                         |
| 60                               | Plac Centralny im. R. Reagana – Cichy KącikCichy Kącik – Plac Centralny im. R. Reagana                                                      | 17–18.05.2024                     | 102Na (nr 210) T4+B4 (nr 127+527) | Linie uruchomione z okazji XX krakowskiej Nocy Muzeów. | [ 258 ] [ 259 ]                 |
| 600                              | Podgórze SKA – Muzeum Armii KrajowejMuzeum Armii Krajowej – Podgórze SKA                                                                    | 17–18.05.2024                     | Ikarus 280.26 | Linie uruchomione z okazji XX krakowskiej Nocy Muzeów. | [ 258 ] [ 259 ]                 |
| NH                               | Kopiec Wandy – Zajezdnia Nowa Huta – Kopiec Wandy                                                                                           | 21.07.2024                        | N+ND (nr 20+511) | Dodatkowa linia tramwajowa uruchomiona w ramach KLM z okazji Festynu pod Kombinatem. | [ 121 ] [ 172 ]                 |
| –                                | Kombinat – Plac Centralny im. R Reagana – Kombinat                                                                                          | 21.07.2024                        | Taksówka Warszawa M2, Taksówka Fiat | Dodatkowa atrakcja uruchomiona w ramach KLM z okazji Festynu pod Kombinatem. | [ 121 ] [ 172 ]                 |
| "Parada 2024"                    | Pierwsza obwodnica | 14.09.2024                        | 4N (nr 43), Wagon techniczny lora na podwoziu wagonu typu N | Przejazd zapraszający na paradę tramwajów 2024 z okazji obchodów Europejskiego Tygodnia Mobilności 2024.                                                                                         | [ 130 ]                         |
| "Parada 2024"                    | Zajezdnia Nowa Huta – Zajezdnia Podgórze | 22.09.2024                        | Tabor zabytkowy i nowoczesny | Przejazd z okazji parady zabytkowych i nowoczesnych tramwajów. | [ 260 ] [ 130 ]                 |
| "Parada 2024"                    | Zajezdnia Podgórze – Borek FałęckiBorek Fałęcki – Zajezdnia Podgórze                                                                        | 22.09.2024                        | Zeppelin, 13N, N, Ring z wagonem doczepnym Wismar | Dodatkowa atrakcja z okazji parady oraz obchodów Europejskiego Tygodnia Mobilności 2024. | [ 130 ]                         |
| –                                | Przejazd po terenie Zajezdni Podgórze | 22.09.2024                        | Taksówka Warszawa M2, Taksówka Fiat, Jelcz 272 MEX (nr 341) + Karosa B40 (nr 616) | Dodatkowa atrakcja z okazji parady oraz obchodów Europejskiego Tygodnia Mobilności 2024. | [ 130 ] [ 261 ]                 |
| "Parada 2024"                    | Zajezdnia Podgórze – Zajezdnia Nowa Huta | 22.09.2024                        | Tabor zabytkowy | Dodatkowa atrakcja z okazji parady oraz obchodów Europejskiego Tygodnia Mobilności 2024. | [ 130 ]                         |
| S0                               | Skawina SCK – Skawina Korabniki | 22.09.2024                        | Ikarus 620 (nr 118) | Dodatkowa atrakcja z okazji Europejskiego dnia bez samochodu 2024. | [ 262 ]                         |
| "kartka świąteczna"              | m.in.: Pierwsza Obwodnica, Dworzec Towarowy, Rondo Czyżyńskie                                                                               | 22-23, 30.12.2024                 | Wagon SN2 (nr 87), Wagon techniczny lora (nr 1017) | Przejazd zabytkowymi wagonami technicznymi (bez pasażerów) z życzeniami od MPK S.A w Krakowie.                                                                                                   | [ 202 ] [ 263 ]                 |
| Rok 2025                         | |                                   | | |                                 |
| –                                | Plac Centralny im. R. Reagana – Cichy KącikCichy Kącik – Plac Centralny im. R. Reagana                                                      | 26.01.2025                        | Konstal 102Na | Linie uruchomione z okazji 33. finału WOŚP. | [ 264 ]                         |
| –                                | Miejskie Centrum Opieki – Miejskie Centrum Opieki                                                                                           | 26.01.2025                        | Jelcz M11 | Linie uruchomione z okazji 33. finału WOŚP. | [ 264 ]                         |
| "50 lat 105N"                    | Łagiewniki – Plac Centralny im. R. ReaganaPlac Centralny im. R. Reagana – Łagiewniki                                                        | 02.03.2025                        | Konstal 105N (nr 271+266), Konstal 105NT (nr 789), Konstal 105Na (nr RZ231+RZ233+RZ239) | Miniparada z okazji 50. rocznicy wyjazdu na linię pierwszych wagonów typu 105N. | [ 265 ] [ 266 ]                 |
| "Dzień Kobiet"                   | Zajezdnia Podgórze – Pierwsza Obwodnica – Zajezdnia Podgórze                                                                                | 08.03.2025                        | Wagon typu K | Przejazd uruchomiony z okazji Dnia Kobiet. | [ 267 ]                         |
| 8                                | Zajezdnia Podgórze – Borek FałęckiBorek Fałęcki – Bronowice MałeBronowice Małe – Zajezdnia Podgórze                                         | 12.03.2025                        | Konstal N+ND+ND (nr 20+511+512) | Przejazd uruchomiony z okazji odrestaurowania nowego wagonu doczepnego typu ND o numerze 512. | [ 268 ] [ 269 ]                 |
| 4                                | Zajezdnia Nowa Huta – Kopiec Wandy (pętla) – Plac Centralny – Rondo Kocmyrzowskie – Zajezdnia Nowa Huta                                     | 10.04.2025                        | Konstal N+ND (nr 454+9) | Przejazd techniczny zrekonstruowanego poznańskiego wagonu ND nr 454 połączonego wraz z wagonem N nr 9 również zrekonstruowanego w zmodernizowanej wersji, w której dawniej kursował po Krakowie. | [ 270 ]                         |
| 60                               | Bardosa – Cichy KącikCichy Kącik – Bardosa                                                                                                  | 16–17.05.2025                     | Konstal N+ND+ND (nr 20+511+512), Konstal N+ND (nr 9+454) | Linie uruchomione z okazji XXI krakowskiej Nocy Muzeów. | [ 271 ]                         |
| 600                              | Podgórze SKA – Cracovia StadionCracovia Stadion – Podgórze SKA                                                                              | 16–17.05.2025                     | Ikarus 280 (nr 24575 - niebieski), Scania 113ALB (nr 38030) | Linie uruchomione z okazji XXI krakowskiej Nocy Muzeów. | [ 271 ]                         |
| 0                                | Zajezdnia Nowa Huta – Plac Centralny im. R. Reagana – Zajezdnia Nowa Huta                                                                   | 22.05.2025                        | Konstal N (nr 1444) z Wrocławia, Wagon K (nr 445) z Warszawy, Wagon Typu I (nr 15) z przyczepą Carl Weyer (nr 305) z Poznania | Przejazd uruchomiony z okazji prezentacji historycznych wagonów, które będą kursować w XXIII edycji KLM.                                                                                         | [ 272 ] [ 273 ]                 |
| –                                | Zajezdnia Bieńczyce – Mistrzejowice – Zajezdnia Bieńczyce                                                                                   | 29.05.2025                        | Jelcz PR110 (nr 5299) z Warszawy, Jelcz PR110 (nr 4617) z Warszawy, Jelcz PR110 (nr 1383) z Poznania, Jelcz PR110 (nr 442) z Rzeszowa, Jelcz PR110 (nr 966) z Wrocławia, Jelcz 120M (nr 21004) z Krakowa, Jelcz PR110 (nr 21205) z Krakowa                                                                      | Miniparada Jelczy PR110. | [ 274 ] [ 275 ]                 |
| PR                               | Aleja Przyjaźni – Nowy KleparzNowy Kleparz – Aleja Przyjaźni                                                                                | 31.05.2025                        | Jelcz PR110 (nr 5299) z Warszawy, Jelcz PR110 (nr 4617) z Warszawy, Jelcz PR110 (nr 1383) z Poznania, Jelcz PR110 (nr 442) z Rzeszowa, Jelcz PR110 (nr 966) z Wrocławia | Linia uruchomiona w ramach obchodów 150 lat komunikacji miejskiej w Krakowie. | [ 274 ] [ 275 ] [ 276 ] [ 277 ] |
| Dzień Dziecka                    | Zajezdnia Nowa Huta – Plac Centralny im. R. Reagana – Zajezdnia Nowa Huta                                                                   | 01.06.2025                        | Konstal N+ND (nr 9+454), Konstal 102N+102NaD (nr 203+155) | Linia uruchomiona w ramach dnia otwartego Zajezdni Nowa Huta zorganizowanego z okazji Dnia Dziecka.                                                                                              | [ 278 ]                         |
| 6                                | brak danych | 07.06.2025                        | Wagon typu Zeppelin (nr 144) | Przejazdy uruchomione z okazji zakończenia projektu w ramach obchodów 45-lecia partnerstwa między Krakowem a Norymbergą.                                                                         | [ 279 ]                         |
| 0                                | brak danych | 07.06.2025                        | SN3 (nr 92) | Przejazdy uruchomione z okazji zakończenia projektu w ramach obchodów 45-lecia partnerstwa między Krakowem a Norymbergą.                                                                         | [ 279 ]                         |
| 201                              | Borek Fałęcki – Skawina Korabniki | 14.06.2025                        | Jelcz 272 MEX (nr 341) | Przejazdy uruchomione z okazji obchodów 50-lecie funkcjonowania Miejskiej Komunikacji Autobusowej w Skawinie.                                                                                    | [ 280 ] [ 281 ] [ 282 ]         |
| 201                              | Skawina Korabniki – Skawina SCK | 14.06.2025                        | SAN H-01 (nr 86) Jelcz 272 MEX (nr 341) | Przejazdy uruchomione z okazji obchodów 50-lecie funkcjonowania Miejskiej Komunikacji Autobusowej w Skawinie.                                                                                    | [ 280 ] [ 281 ] [ 282 ]         |
| 201                              | Skawina SCK – Skawina Korabniki – Skawina SCK                                                                                               | 14.06.2025                        | SAN H-01 (nr 86) Jelcz 272 MEX (nr 341) | Przejazdy uruchomione z okazji obchodów 50-lecie funkcjonowania Miejskiej Komunikacji Autobusowej w Skawinie.                                                                                    | [ 280 ] [ 281 ] [ 282 ]         |
| 201                              | Skawina SCK – Borek Fałęcki | 14.06.2025                        | Jelcz 272 MEX (nr 341) | Przejazdy uruchomione z okazji obchodów 50-lecie funkcjonowania Miejskiej Komunikacji Autobusowej w Skawinie.                                                                                    | [ 280 ] [ 281 ] [ 282 ]         |
| –                                | brak danych | 26.06.2025                        | Wagon 4N (nr 43), Wagon techniczny lora (nr 1017) | Przejazd zabytkowymi wagonami technicznymi (bez pasażerów) z zaproszeniem na Wielką Jubileuszową Paradę Autobusów Komunikacji Miejskiej w Krakowie.                                              | [ 283 ]                         |
| 150 LAT                          | Zajezdnia Podgórze – Zajezdnia Bieńczyce | 29.06.2025                        | Tabor zabytkowy i współczesny | Parada zorganizowana z okazji jubileuszu 150-lecia funkcjonowania Komunikacji Miejskiej w Krakowie.                                                                                              | [ 283 ] [ 284 ]                 |
| 150                              | Zajezdnia Bieńczyce – Czyżyny Dworzec – Zajezdnia Bieńczyce                                                                                 | 29.06.2025                        | Jelcz 021 (nr 549), Ikarus 280 (nr 34260), MAN SL200 (nr 16605), Scania CN113CLL (nr PS001) | Dodatkowa atrakcja zorganizowana z okazji Jubileuszowej Parady Autobusów Komunikacji Miejskiej w Krakowie.                                                                                       | [ 283 ] [ 284 ]                 |